# O.R.I.O.N.
《O.R.I.O.N.》（獵戶座）是日本音樂團體第三代J Soul Brothers的第15張單曲。於2014年12月10日由rhythm zone發售。

## 概要
- 《O.R.I.O.N.》是第三代J Soul Brothers以「春夏秋冬」四季為主題而發行的最後一作，以冬季為題的單曲。有別於一般冬季風格，《O.R.I.O.N.》是一首充滿節奏感（Disco）的歌曲。
- A面曲《O.R.I.O.N.》是品牌Samantha Tiara & Samantha Thavasa「Samantha Tiara Jewelry」電視廣告歌曲和豪斯登堡「光之王國」電視廣告歌曲，亦是Apamanshop網絡「FCバルセロナキャンペーン」電視廣告歌曲。
- 有別於前作，此單曲並未收錄任何B面曲。
- 此單曲有2個版本，分別有「CD+DVD」和「CD ONLY」。「CD+DVD」收錄了《O.R.I.O.N.》的Music Video。
- 在12月22日於公信榜单曲週排行榜取得第2位。

## 收錄曲目

### CD
1. O.R.I.O.N.
（作詞：STY / 作曲：STY・Maozon）
2. O.R.I.O.N.（Instrumental）
3. S.A.K.U.R.A. -STY @ASYtokyo remix-
4. R.Y.U.S.E.I. -Maozon @ASYtokyo remix-
5. C.O.S.M.O.S. ～秋櫻～ -Unplugged Version-

### DVD
1. O.R.I.O.N.（Music Video）